# 1-辛醇
正辛醇 是一种直链脂肪醇，均有8个碳原子，分子式为：CH3(CH2)7OH。

## 作用与用途
主要用于生产增塑剂、萃取剂、稳定剂，用作溶剂和香料的中间体。在增塑剂领域，辛醇一般是指2-乙基己醇，这是百万吨级的大宗原料，在工业上远比正辛醇更有价值。
辛醇本身也用作香料，调合玫瑰，百合等花香香精，作为皂用香料。该品是中国GB2760-86规定为允许使用的食用香料。主要用以配制椰子、菠萝、桃子、巧克力和柑桔类香精。

## 上游原料
丙烯 氢气 